# Да живее кралското семейство
„Да живее кралското семейство“ (на английски: Long Live the Royals) е американски анимиран мини-телевизионен сериал, създаден от Шон Селеша. Сериалът се излъчва от 30 ноември до 3 декември 2015 г. по Cartoon Network и се състои от четири епизода.
Сериал имам най-вече благоприятни прием от критиците, които го похвалят за анахронизъм за хумор, но дойдох до заключението, че, за разлика от предишния минисериал на Cartoon Network, Отвъд Оградата, той е по-скоро като тест кандидат за повече епизоди, отколкото на завършен разказ.

## Сюжет
В днешния свят на средновековния свят, Да живее кралското семейство трябва да бъде измислена британското кралско семейство—Крал Руфъс и кралица Елинор и техните деца на Петър, Розалинда, и Алекс. Семейството трябва да промени своето кралство при запазване на нормално семейство едновременно. Междувременно, празникът продължава с партита и празници, които го съставят.